# 팀 K리그 대 유벤투스 FC
팀 K리그 대 유벤투스 FC는 2019년 7월 26일 개최된 팀 K리그와 유벤투스 FC와의 축구 경기이다. 이 경기를 두고 호날두와 유벤투스 FC가 경기 외적으로 많은 논란을 일으켜 화제가 되었다.

## 개최 과정
유벤투스 FC의 방한은 경기가 열리기 2개월 전인 2019년 5월부터 추진되었다고 한다. 본래 유벤투스 FC는 중국에서 7월 24일 열리는 인터내셔널 챔피언스 컵 FC 인테르나치오날레와의 경기를 마친 후 대한민국으로 이동해 7월 27일 경기를 가지길 원했다고 한다. 하지만 한국프로축구연맹측은 7월 27일에는 K리그2 경기인 대전-아산, 광주-수원 FC, 안산-부산 이 3경기가 열리기 때문에 그 날에는 경기를 진행할 수 없고 K리그 올스타전을 위해 비워두었던 7월 26일 경기를 하길 원했다. 이에 경기 개최가 무산될 뻔 했으나 7월 26일 경기를 개최하는 것으로 양측이 합의하면서 2019년 6월 19일에 경기 개최가 발표되었다.

## 선수 선발
프로축구연맹은 7월 8일부터 이 경기에 참여하는 선수들을 선발하는 팬 투표를 시작한다고 밝혔다. 이 투표에서 베스트 11으로 선정된 11명의 선수들과 프로축구연맹 경기위원회가 남은 선수들 중 선발한 9명의 선수들이 유벤투스 FC와의 경기에 참여하게 된다.
7월 4일 K리그1 12팀에서 각 팀 당 11명의 선수가 포함된 후보 명단이 공개되었다.
7월 16일 유벤투스와의 경기에 참여하는 20명의 선수 명단이 공개되었다.
| 선발 방식             | GK                 | DF                                                                                          | MF                                                     | FW                                                                |
| --------------------- | ------------------ | ------------------------------------------------------------------------------------------- | ------------------------------------------------------ | ----------------------------------------------------------------- |
| 팬 투표 (11인)        | 조현우 (대구 FC)   | 박주호 (울산 현대), 오스마르 (FC 서울), 윤영선 (울산 현대), 이용 (전북 현대)                | 세징야 (대구 FC), 믹스 (울산 현대), 김보경 (울산 현대) | 박주영 (FC 서울), 이동국 (전북 현대), 타가트 (수원 삼성 블루윙즈) |
| 연맹 경기위원회 (9인) | 송범근 (전북 현대) | 홍철 (수원 삼성 블루윙즈), 발렌티노스 (강원 FC), 김진야 (인천 유나이티드), 이광선 (경남 FC) | 윤빛가람 (상주 상무), 윤일록 (제주 유나이티드)         | 에델 (성남 FC), 완델손 (포항 스틸러스)                            |

한편 이번 경기에서 팀 K리그는 휴식기 직전 리그 1위를 달리고 있던 전북 현대 모터스의 감독 조제 모라이스를 감독으로, 2위팀과 3위팀인 울산 현대와 FC 서울의 감독인 김도훈, 최용수를 코치로 하여 이번 경기를 준비한다.

## 유벤투스의 입국 지연 및 호날두의 사인회 불참
7월 26일 중국 난징을 출발한 유벤투스 FC는 태풍의 영향으로 인해 예상 도착시간보다 2시간가량 늦은 3시경에 한국에 들어오게 되었다.
한편 크리스티아누 호날두는 오후 4시에 용산구의 한 호텔에서 팬 사인회를 진행하기로 했었지만 저녁에 있을 경기를 위한 컨디션 관리를 해야 한다는 이유로 팬사인회에 불참한다고 통보했다. 호날두의 빈 자리는 유벤투스의 레전드 골키퍼 잔루이지 부폰과 신예 마티아스 더 리트가 채웠다.

## 경기 상황

### 유벤투스의 지각
팀 K리그와 유벤투스 FC의 경기는 7월 26일 8시에 킥오프될 예정이었다. 하지만 유벤투스는 KBS가 중계를 시작한 뒤에도 경기장인 서울월드컵경기장에 모습을 드러내지 않았다. 결국 킥오프를 10분 앞둔 7시 50분, 유벤투스의 지각으로 킥오프가 미루어진다는 사실이 발표되었다. 유벤투스는 킥오프 시간 8시를 지난 8시 4분에 선발대가 서울월드컵경기장에 도착했고, 8시 15분에 남은 멤버들이 모두 도착하였다. 유벤투스 선수들은 도착 이후 그라운드에 나와 몸을 풀기 시작했으며 계획보다 50분 늦춰진 8시 50분에 경기가 열리게 되었다.

### 전반전
전반 1분 에델을 압박해서 공을 뺏어낸 유벤투스의 수비진은 공을 곤살로 이과인에게 연결했고 이과인은 이 공을 바로 우측면에 위치해 있던 페데리코 베르나르데스키에게 패스했다. 베르나르데스키는 페널티 박스 안쪽까지 진입했으며 페널티 박스 안에 위치한 마리오 만주키치에게 크로스를 날렸다. 만주키치는 크로스를 바로 패스로 연결했고 이 패스를 받은 선수는 바로 슈팅을 가져갔지만 팀 K리그의 수비에 막혔다. 전반 4분 피에투로 베루아토의 공을 에델이 뺏어낸 뒤 드리블 하던 것을 엠레 찬이 태클을 이용해 저지했다. 전반 6분 유벤투스가 센터 서클 주위에서 볼을 돌리면서 곤살로 이과인에게 패스를 했고 이과인을 맞고 살짝 튀겨져 나온 공을 오스마르가 뺏어낸 뒤 전방 드리블 후 중거리 슛으로 선제골을 기록했다. 오스마르가 선제골을 넣고 1분이 지난 후 유벤투스는 바로 기회를 잡았다. 팀 K리그의 페널리 박스 앞에서 유벤투스 선수들이 공을 주고 받았고, 곤살로 이과인이 팀 K리그 수비의 빈 틈 사이로 들어오는 사이먼 무라토레에게 살짝 공을 내 주었고, 무라토레가 이 패스를 바로 슛으로 연결해 동점골을 기록했다. 이후 전반 10분부터 전반 20분까지 유벤투스에게 여러 기회가 찾아 왔지만, 조현우가 선방을 하여 이를 막아냈다. 전반 22분 팀 K리그가 프리킥 기회를 얻게 되고 세징야가 이 프리킥을 직접 때렸지만 골로 이어지지 못했다.전반 38분 팀 K리그가 코너킥을 얻게 되었는데 세징야가 찬 공이 유벤투스의 수비에 맞고 페널티 박스 밖으로 나오게 되었고, 이 공을 베르나르데스키가 받은 뒤 빠르게 공격으로 전환했다. 베르나르데스키는 베루아토에게 패스를 했고 베루아토는 중거리 슈팅을 했지만 골대를 살짝 빗겨갔다. 전반 41분 우측면에서 이용이 이동국에게 크로스를 날렸고, 이동국은 방향만 바꾼 뒤 바로 슛팅을 했지만 슛팅은 골대를 넘어가고 말았다. 42분 유벤투스는 프리킥 기회를 잡게 되고 베르나르데스키가 올려준 공을 마리오 만주키치가 공중에서 바로 패스로 연결한 뒤 다니엘레 루가니가 발리슛을 했지만 슈팅은 골대를 살짝 빗겨갔다. 전반 44분 우측면에 있던 윤영선이 김보경에게 패스를 했는데 유벤투스 수비진이 김보경에게 달려들자 다시 윤영선에게 패스를 했고, 윤영선은 빈 공간에다 공을 헤딩하면서 김보경에게 다시 공을 전달했고, 김보경이 세징야에게 패스를 준 뒤, 이 패스를 받은 세징야가 바로 슛을 차 골을 넣으면서 팀 K리그가 2-1로 앞서게 되었다. 세징야는 골을 넣은 뒤 김보경, 에델과 함께 호날두의 전매특허 세레머니인 호우 세레머니를 하였다. 이렇게 팀 K리그가 2-1로 앞선 채 전반을 마치게 되었다.

### 후반전
후반전이 시작되고 팀 K리그는 윤일록을 제외한 모든 벤치 멤버들이 교체되었다. 하지만 45분 출전이 명시된 호날두는 후반전이 되었음에도 교체 출전하지 않았다. 후반 3분 완델손이 우측면으로 침투하는 김진야에게 패스를 하고, 김진야는 드리블을 한 뒤 크로스를 했지만, 유벤투스 수비진에 걸리고 말았다. 이 수비수가 걷어낸 공은 믹스의 앞에 떨어졌고 믹스는 이 공을 완델손에게 패스했다. 패스를 받은 완델손은 다시 공을 믹스쪽으로 보냈고, 믹스는 전방에 있던 박주영에게 패스를 했다. 박주영은 공을 바로 세징야쪽으로 보냈고, 세징야는 좌측면에 있던 박주호에게 다시 공을 넘겼다. 공을 받은 박주호는 페널티 박스 안쪽으로 크로스를 날렸고, 이 크로스를 타가트가 받게 된다. 골키퍼를 등지고 잇던 타가트는 믹스에게 백패스를 하고 믹스는 이 패스를 슈팅으로 연결하지만 믹스의 슈팅은 수비에 막혔고, 수비를 맞고 나온 공을 타가트가 슈팅을 해 득점을 하며넛 팀 K리그가 3-1로 달아나게 되었다. 후반 7분 패스를 받은 이과인이 옆에 있던 무라토레에게 살짝 공을 내주었고 무라토레가 슈팅을 했지만 송범근이 선방을 하면서 막아냈다. 후반 14분 유벤투스가 선수 교체를 단행했다. 카를로 핀솔리오가 나가고 베테랑 골키퍼 잔루이지 부폰이 경기에 투입되었다. 후반 17분 베루아토의 공을 김진야가 뺏었고 김진야는 중앙으로 파고들어온 뒤 좌측면에 있던 세징야에게 연결했다. 세징야는 페널티 박스 안쪽으로 크로스를 올렸고, 박주영이 이를 받아 헤딩으로 연결했지만 골대를 벗어나고 말았다. 후반 19분 세징야가 좌측면으로 침투했고, 유벤투스의 수비진들이 세징야쪽으로 달려들었지만, 세징야는 우측면에 홀로 남겨진 완델손에게 크로스를 날렸다. 완델손은 가슴으로 크로스를 받아낸 뒤 바로 중거리 슈팅을 했지만, 부폰이 이를 막아냈다. 후반 20분 우측면에 있던 주앙 칸셀루가 이과인에게 패스를 했고, 이과인이 터닝 슈팅을 했지만 골대 왼쪽으로 벗어나고 말았다. 후반 23분 칸셀루가 만주키치를 보고 페널티 박스 안쪽으로 얼리 크로스를 날렸고, 송범근 골키퍼가 이를 막은 뒤 살짝 흘리고 말았지만 김진야가 공을 걷어냈다. 후반 28분 좌측면으로 세징야가 침투했고 안다리짚기를 하면서 전진한 후 완델손에게 연결했다. 완델손은 이 공을 타가트에게 패스했고, 타가트는 힐킥으로 완델손에게 다시 공을 보낸 뒤 완델손이 슛을 했지만 부폰이 이를 막아냈다. 후반 30분 중원지역에서 유벤투스의 공을 뺏은 세징야는 빠르게 속공으로 전환한 뒤 유벤투스 진영으로 드리블을 했고 스루패스를 통해 전방에 있던 타가트에게 연결했다. 타가트는 한 번 접은 뒤 슈팅을 했지만 골대 왼편으로 빗나가고 말았다. 후반 31분 스테피 마비디디가 좌측면으로 침투한 후 중앙으로 드리블을 해 슈팅을 날렸지만 송범근의 슈퍼세이브로 득점을 기록하지 못했다. 후반 32분 우측면에 있던 베르나르데스키가 블레즈 마튀이디에게 크로스를 날렸고, 마튀이디가 헤딩으로 득점을 기록하면서 점수는 3-2가 되었다. 후반 35분 마테우스 페레이라가 페널티 박스에 진입하면서 우측면의 만주키치에게 패스를 했고, 만주키치는 공을 잡은 뒤 다시 페널티 박스 안으로 들어온 페레이라에게 공을 보냈다. 페레이라는 자신을 마크하고 있던 발렌티노스를 벗겨낸 뒤 송범근과 1대1 상황을 만든 후 동점골을 기록했다. 이후 유벤투스와 팀 K리그가 몇 번의 공격을 주고 받았으며 후반전 정규시간 45분이 지나자 주심은 추가시간 없이 경기를 종료했다. 이 경기의 맨오브더매치는 팀 K리그 소속의 세징야가 선정되었다.

## 논란

### 호날두 45분 의무 출전
당초 유벤투스 FC는 팀 K리그와의 경기에서 크리스티아누 호날두의 최소 45분 출전을 약속했었다고 한다. 하지만 막상 경기를 하게 되자 호날두는 선발로 출전을 하지 않았으며 후반전이 되어서도 그라운드에 모습을 드러내지 않았다. 이에 대해 많은 팬들은 반발을 일으켰으며 일부 팬들은 계약서에 호날두가 최소한 45분 출전한다는 내용이 포함되어 있었는지에 대해 의문을 가졌다. 이에 대해 프로축구연맹측은 유벤투스와의 계약서에 이 사항이 포함되어 있었다고 발표했다. 한편 유벤투스의 사리 감독은 호날두가 팀 K리그와의 경기에 출전하지 않는다는 사실은 한국에 입국하기 이전인 7월 25일에 결정되어 있었으며 그 이유는 호날두의 근육통으로 인한 컨디션 관리 차원 때문이라고 밝혔다. 하지만 경기 다음날인 7월 27일 호날두는 자신의 인스타그램에 러닝머신을 타는 모습을 공개하면서 정말로 근육 문제 때문에 결장을 한 것인지에 대한 논란을 불러일으켰다.이 사건으로 호날두의 별명이 날강두가 되었다.

### 40분 경기 제안 및 취소 협박
7월 30일 한국프로축구연맹은 유벤투스 FC의 파벨 네드베트 부회장이 팀 K리그와 유벤투스 FC간의 경기를 전 후반 40분으로 줄여야한다고 요구했으며 이 요구가 받아들여지지 않을 시 경기를 취소할 수 있다는 협박을 진행했다고 폭로했다.

### 입국심사 시간
유벤투스 FC측은 "공항을 빠져나오는데만 1시간 50분이 걸렸다"고 주장하였지만 법무부 출입국·외국인정책본부의 확인에 따르면 유벤투스 선수단 76명 전원의 입국심사는 총 26분밖에 소요되지 않았다고 한다.

### 마우리치오 사리 감독 발언 논란
유벤투스 FC의 마우리치오 사리 감독이 팀 K리그와의 경기가 끝난 뒤 치러진 기자회견에서 망언을 했었다는 사실이 뒤늦게 알려졌다. 사리 감독은 기자회견에서 호날두가 뛰는 것이 보고 싶나? 그러면 비행기 값을 주겠다라는 발언을 했었다고 한다. 하지만 당시 사리 감독의 통역을 맡았던 알베르토 몬디가 이 내용을 함구하면서 한국에서는 이런 발언을 했었다는 사실이 알려지지 않았었다.

## 대응
경기가 치러진 다음날인 7월 27일 한국프로축구연맹은 호날두의 미출전 및 여러 논란들에 대해 축구팬들에게 사과를 한다며 사과문을 발표했다.
2019년 7월 30일, 한국프로축구연맹은 유벤투스 FC에 항의공문을 발송하였다.
2019년 8월 1일, 유벤투스 FC는 아래와 같은 적반하장식의 공문을 보내왔다.
유벤투스는 경기장에 모인 수많은 관중들을 실망시키지 않을 정도의 좋은 경기를 선보였고, 경기장에 늦게 도착한 것은 항공기 도착 지연과 교통체증 등 외부적인 사유 때문이었으며, 팬 미팅 행사에도 유명 선수들이 참가하였으나, 
호날두 단 한 명만은 휴식을 취해야 한다는 의무진의 의견에 따라 경기에 참가하지 못했다는 것이다. 그리고 계약 위반으로 주장되는 사항들에 대해서는 구단 법무팀이 대응하였다.